# Euzophera pinguis
Euzophera pinguis là một loài bướm đêm thuộc họ Pyralidae. Nó được tìm thấy ở châu Âu.

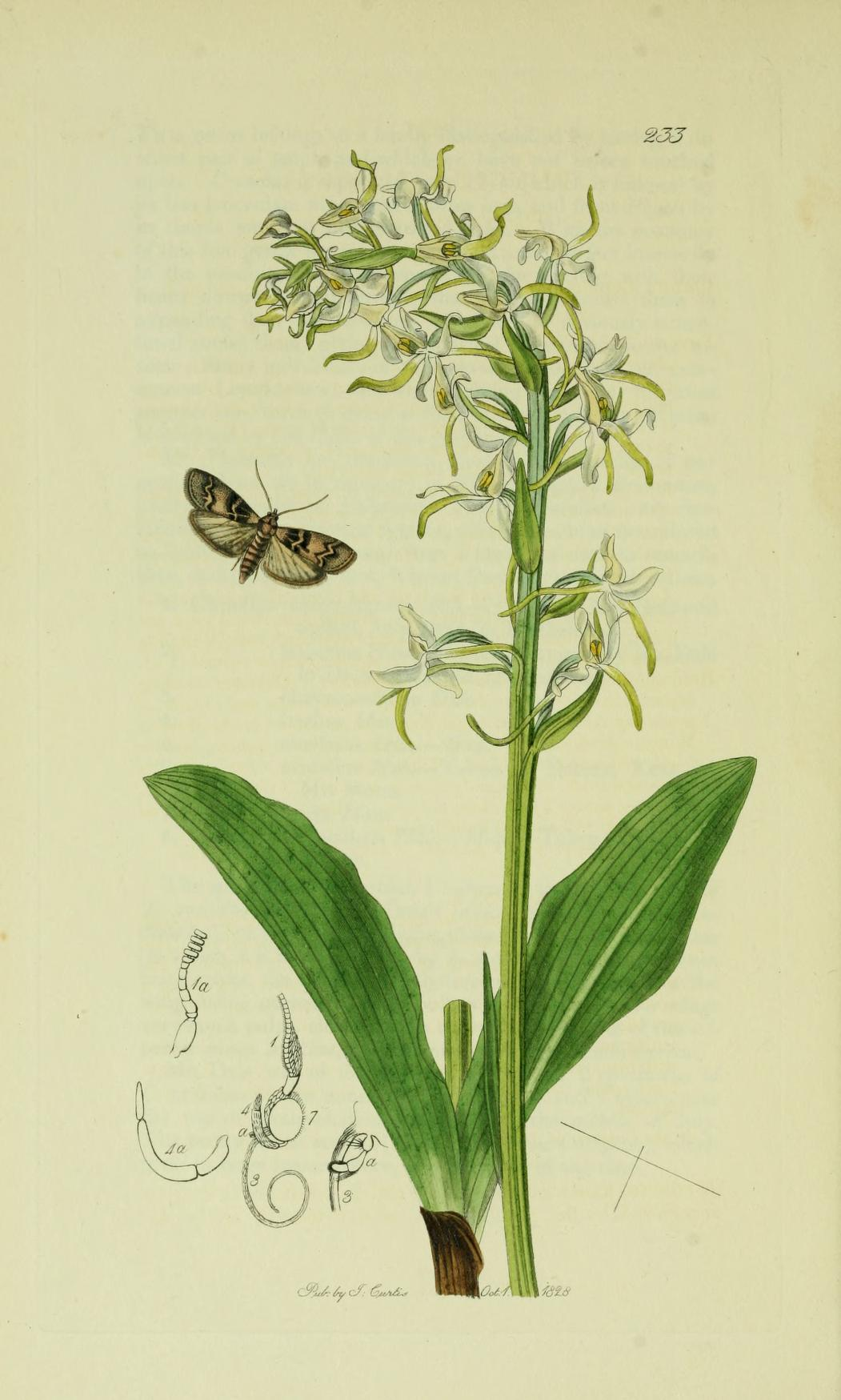
Minh họa từ John Curtis's British Entomology Volume 6

Sải cánh dài 23–28 mm. The moths are on wing từ tháng 7 đến tháng 8 tùy theo địa điểm.
Ấu trùng ăn Fraxinus excelsior.

## Hình ảnh

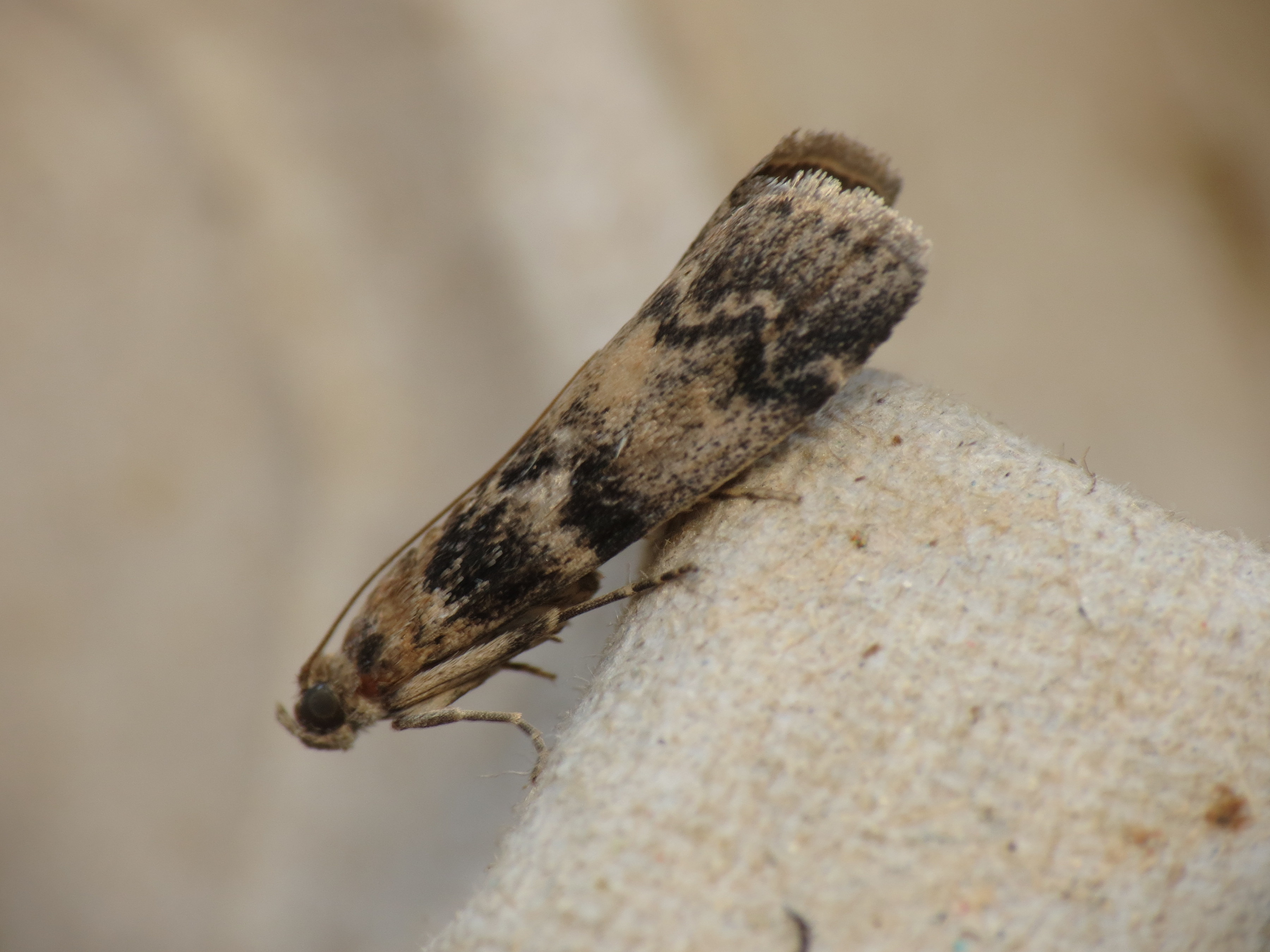
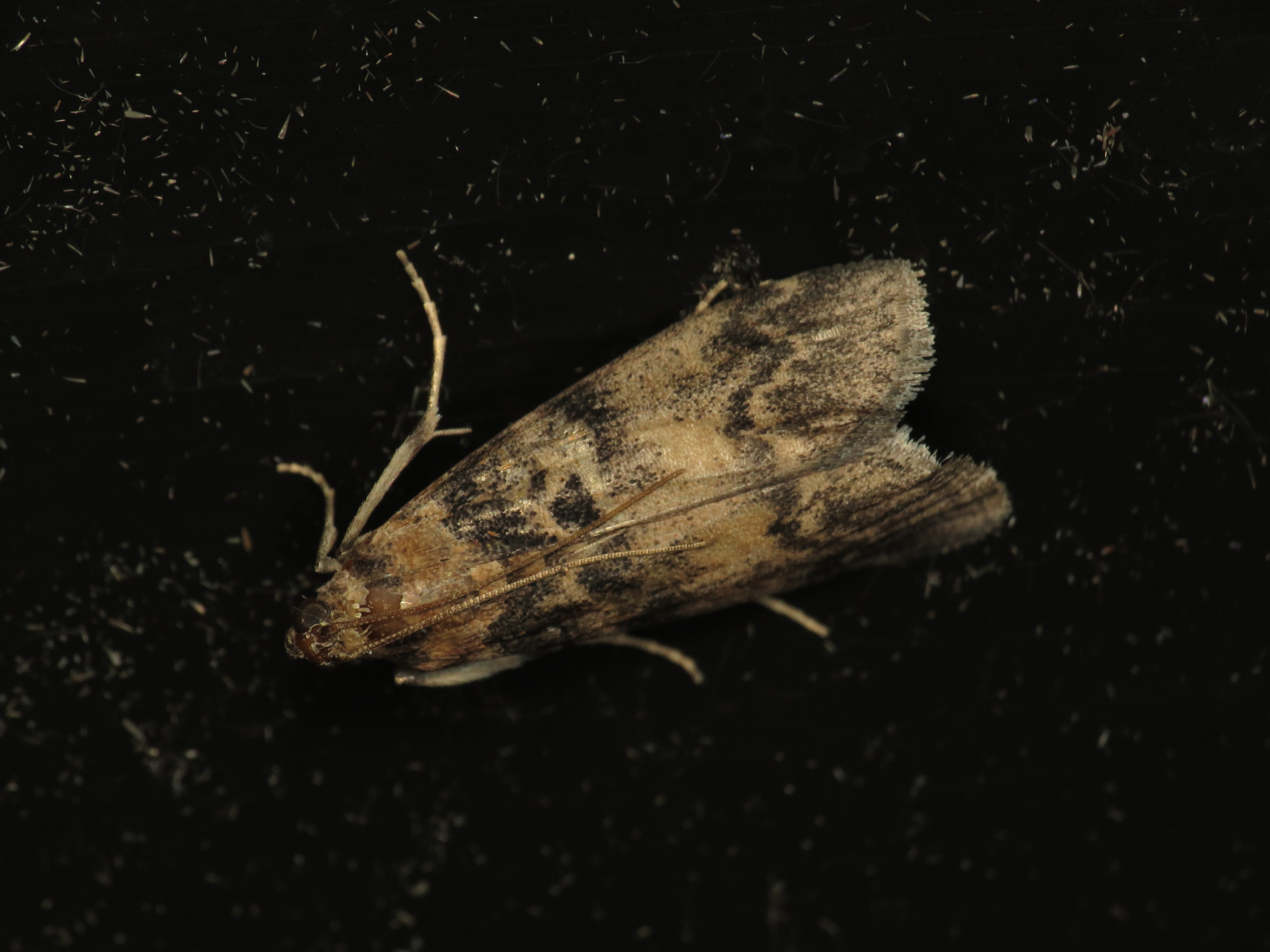
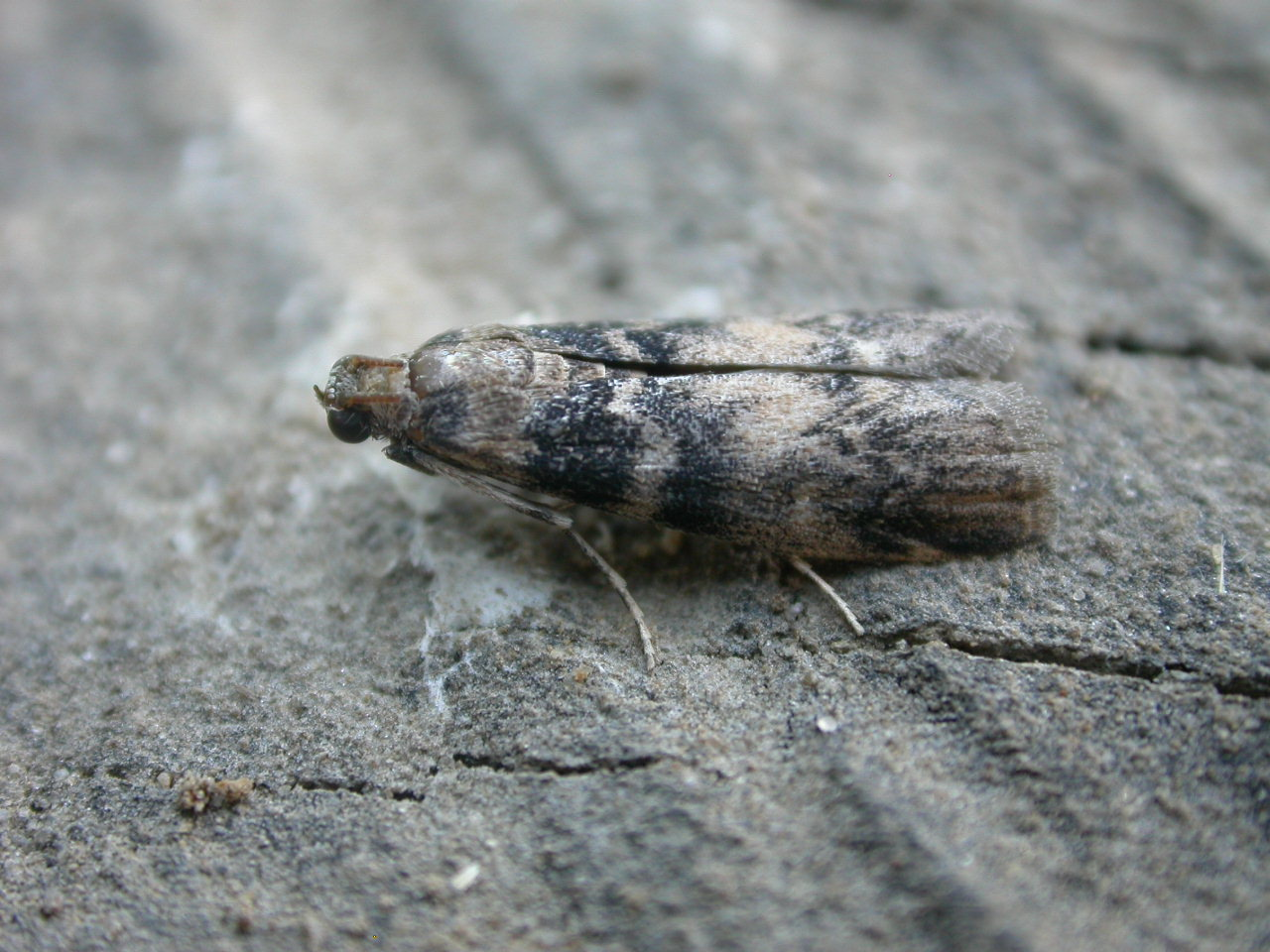
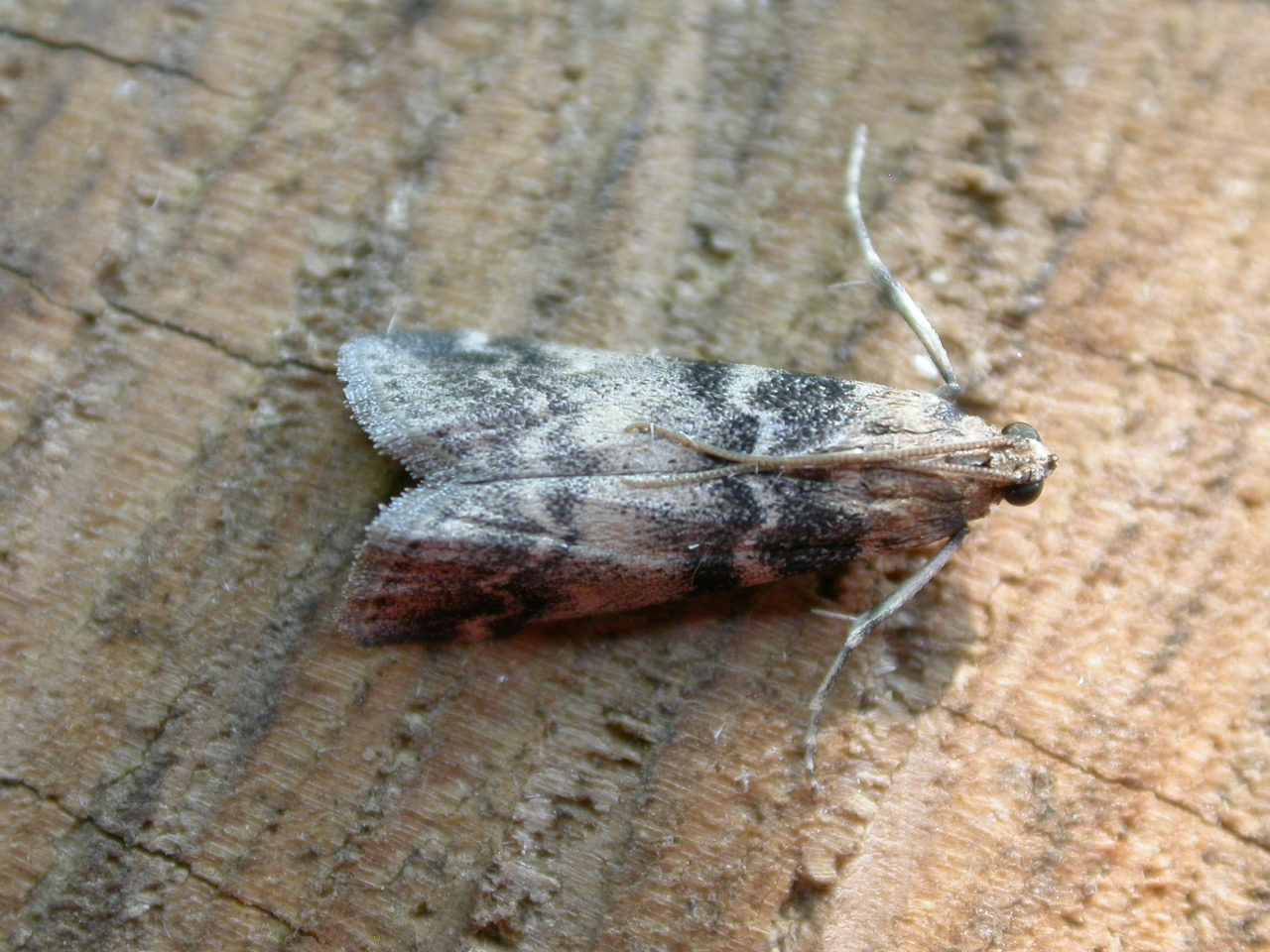